# San Ángel
San Ángel é uma colonia nos arredores da Cidade do México, com a qual faz parte do Distrito Federal, no México. 